# María de la Encarnación Andonaegui
María de la Encarnación Andonaégui fue una patriota argentina que actuó en la sociedad porteña al servicio de la revolución de Mayo y en los primeros años del movimiento emancipador.
Es considerada una de las Patricias Argentinas.

## Biografía
María de la Encarnación Andonaegui nació en la ciudad de Buenos Aires, entonces capital de la Gobernación del Río de la Plata, el 25 de marzo de 1769, hija de José Andonaegui Aguirre, oriundo de Chile y regidor del cabildo de Buenos Aires en 1770, y de María Catalina Herrera Sotomayor Morón.
El 26 de noviembre de 1795 casó con el asturiano Francisco Antonio Valdepares, contador del Tribunal de Cuentas de la ciudad. El doctor Darragueira fue uno de los testigos de la boda.
A diferencia de su marido adhirió a la Revolución de Mayo de 1810. 
En junio de 1811 partieron a los Estados Unidos Diego Saavedra, hijo del presidente de la Junta Grande Cornelio Saavedra, y Juan Pedro Aguirre con la misión de adquirir armamentos y municiones en ese país.
Los comisionados cerraron a comienzos de 1812 un contrato para la compra de 1000 fusiles y 350000 piedras de chispa con la firma Miller&Wambor.
El 13 de mayo arribaron los comisionados y los pertrechos al puerto de Ensenada de Barragán a bordo del buque de bandera estadounidense Liberty y el 19 de mayo echaban ancla frente al puerto de Buenos Aires. 
Habiéndose difundido entre la población la llegada al puerto de Buenos Aires del buque y el rumor de que la situación económica del gobierno revolucionario dificultaba su compra, el 30 de mayo de 1812 se reunieron en casa de Tomasa de la Quintana, esposa de Antonio José de Escalada, catorce damas de la sociedad porteña.

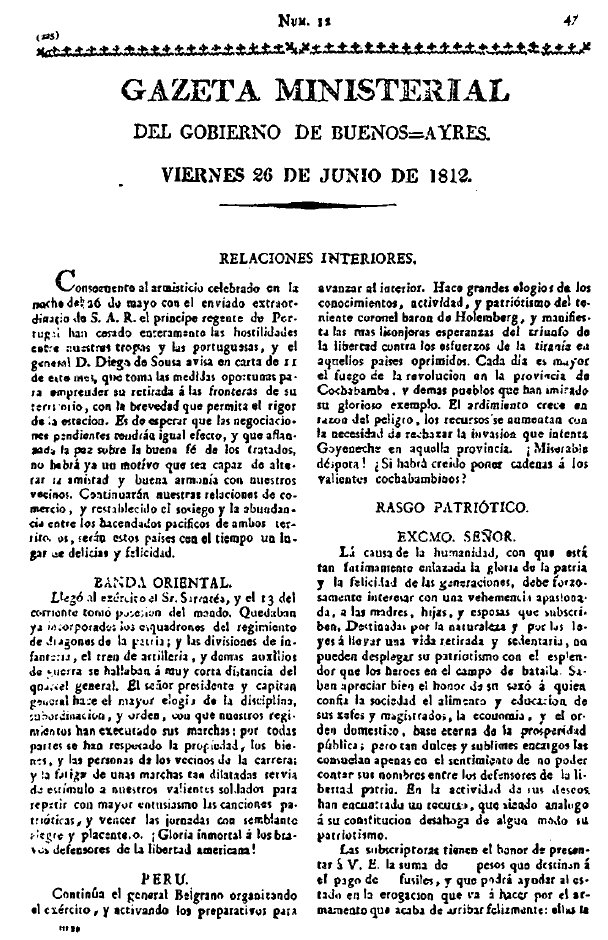
Publicación de la suscripción en la Gazeta

Las patricias que serían conocidas como Sociedad Patriótica, donaron el importe de 13 fusiles y dos onzas de oro para que cuando "el alborozo público lleve hasta el seno de sus familias la nueva de una victoria, podrán decir en la exaltación de su entusiasmo: Yo armé el brazo de este valiente que aseguró su gloria y nuestra libertad", en las palabras de su presentación, redactada por Bernardo de Monteagudo.
Las patricias solicitaron que cada uno de los fusiles adquiridos con su aporte llevaran el nombre de la donante para que "si el amor de la patria deja algún vacío en el corazón de los guerreros, la consideración al sexo será un nuevo estímulo que les obligue á sostener en su arma una prenda del afecto de sus compatriotas cuyo honor y libertad defienden. Entonces tendrá un derecho para reconvenir al cobarde que con las armas abandonó su nombre en el campo enemigo, y coronarán con sus manos al joven que presentando en ellas el instrumento de la victoria dé una prueba de su gloriosa valentía".
Las damas que se suscribieron fueron, donando un fusil: Tomasa de la Quintana, sus hijas María de los Remedios de Escalada y María de las Nieves de Escalada, su prima María de la Quintana, su hijastra María Eugenia de Escalada de Demaría, Ramona Esquivel y Aldao, Mariquita Sánchez de Thompson, Petrona Bernardina Cordero, Rufina de Orma, Isabel Calvimontes de Agrelo, María de la Encarnación Andonaegui de Valdepares, Magdalena de Castro de Herrero y Ángela Castelli de Irgazábal, y con dos onzas de oro Carmen de la Quintanilla de Alvear.
El 26 de junio de 1812 el Triunvirato aceptó el donativo rindiendo "las más expresivas gracias á nombre de la patria". publicándose en la Gazeta de Buenos Ayres.

### Vida posterior
Pocos días después, el 1 de julio, el gobierno denunció una conspiración realista liderada por el comerciante Martín de Álzaga, héroe de la lucha contras las Invasiones inglesas.
Valdepares, esposo de Encarnación Andonaegui, resultó complicado en el movimiento por lo que fue separado de su cargo y sometido a proceso sumario. Considerado autor de la proclama que se daría al pueblo tras la revolución abortada, fue condenado y ejecutado.
Encarnación Andonaegui casó en segundas nupcias con el teniente coronel patriota Francisco Mariano de Orma, también viudo. 
Encarnación Andonaegui era dueña de la finca llamada de "la Presidenta". Recostada sobre el Riachuelo, era atravesada por el curso de agua o cañada conocido posteriormente como arroyo del Piojo, que desembocaba cerca del puente de Barracas. En 1831 vendió a Jackson, Barker y Cía. buena parte de la finca.
Durante el gobierno de Juan Manuel de Rosas su segundo esposo, si bien simpatizante del partido federal, fue sindicado como lomo negro (partidario de Juan Ramón Balcarce). Pese a ser tío político del canciller Felipe Arana, se vio forzado a emigrar a Montevideo, ciudad en la que falleció el 1 de octubre de 1841.
No se conoce la fecha de la muerte de María de la Encarnación Andonaegui, sólo que falleció en situación de extrema pobreza.